# Philipp Ortmeier
Philipp Ortmeier (* 8. Juni 1978 in Passau) ist ein deutscher Komponist und Musikwissenschaftler.

## Leben und Wirken

### Ausbildung
Philipp Ortmeier hat 1998 bis 2004 ein Studium der Musikwissenschaft, Kunstgeschichte und Italianistik in Würzburg, Wien, Padua und Krakau absolviert. Er war Stipendiat des DAAD und der Paul-Sacher-Stiftung Basel. 2004 hat er den Magister artium mit einer Arbeit über den polnischen Komponisten Henryk Mikołaj Górecki erworben. Promoviert hat er im Jahr 2010 im Fach Musikwissenschaft bei Ulrich Konrad mit einer Arbeit über die russische Komponistin Sofia Asgatowna Gubaidulina.

### Komponist und Musiker
Seit 2001 verfasst er Werke für Orchester, Chor und Kammermusik in verschiedenen Besetzungen. Sein Schwerpunkt liegt auf Kompositionen mit Streichern und Werken geistlicher Musik.
Ortmeiers Kompositionen werden weltweit aufgeführt, etwa in Italien, Japan, Polen, Österreich, Serbien, Tschechien und in der Ukraine. Universal Edition, Schott, Allgemeiner Cäcilien-Verband für Deutschland und edition choris mundi verlegen seine Werke.
Für sein Schaffen wurde er mehrfach ausgezeichnet, so bei der Orient/Occident International Composers Competition in Lwiw 2023 und beim Kompositionswettbewerb der Diözese Passau 2017. Auftragswerke entstanden u. a. für den Bayerischen Landtag, das Architekturmuseum Frankfurt, die Gedenkstätte für die Opfer der NS-Euthanasie am Bezirksklinikum Mainkofen, den Passauer Konzertverein, das Freilichtmuseum Finsterau und die Stiftung Logos und Ethos. Aufführungen seiner Werke erfolgten u. a. durch das Lviv National Philharmonic Orchestra of Ukraine, Ensemble Sonare Linz, die Sinfonietta Passau, Singer Pur, das Phoenix String Quartet und Duo FLAC.
Der Komponist betreibt zusammen mit Elisabeth Merklein in Passau die Agentur TONUS iN TEMPORE Merklein & Ortmeier GbR, außerdem ist er Kaufmännischer Leiter des Würzburger Streichorchesters Harmonia Unitatis. Unter diesen beiden Dächern verwirklichte er seit 2006 im Rahmen innovativer Konzertformate viele Uraufführungen eigener Werke.

### Forscher und Pfleger
In zahlreichen Publikationen zur regionalen Kulturgeschichte, insbesondere zur bildenden Kunst und zur Volksmusik hat er zur Regionalforschung und wissenschaftlichen Heimatpflege beigetragen. Forschungsschwerpunkte sind die Liedforschung und die zeitgenössische Malerei.
2008 bis 2018 war Philipp Ortmeier in der kommunalen Kulturpflege tätig. 2011 bis 2017 war er Intendant und Musikdirektor des niederbayerischen fahrenden Theaters KULTURmobil.
2016 wirkte er an der Eintragung des Zwiefachen ins Bundesweite Verzeichnis des immateriellen Kulturerbes mit.

### Unternehmer
Seit 2014 veranstaltet Philipp Ortmeier mit eigenem Busunternehmen Kulturreisen zu Konzerten und Ausstellungen, u. a. zum Konzerthaus Blaibach, zum Landestheater Linz und zum Wiener Musikverein.

## Auszeichnungen
- 2007 Stipendiat der Paul-Sacher-Stiftung Basel

- 2017 Kompositionspreis der Diözese Passau für Papst Benedikt XVI. zum 90. Geburtstag

- 2021 Auszeichnung bei der World Championship in Composition in Wien

- 2022 Auszeichnung bei der Vienna International Music Competition

- 2022 Internationales Stipendium, ausgelobt vom Oberpfälzer Künstlerhaus am Virginia Center for the Creative Arts

- 2023 Erster Preis der Orient/Occident International Composers Competition in Lwiw

## Kompositionen (Auswahl)

### Orchesterwerke
- Baum-Serenade oder Konzert im Wald zu spielen für Akkordeon und Streichorchester (2010)

- Avatara für Schlagwerk und Streichorchester (2014)

- Ornamentum für Orgel und Streichorchester (2016)

- 7 Worte für Bariton und Kammerorchester (2017/18)

- Symphonie Nr. 1 Nostalgia für Orchester (2019/20)

- Blumen-Serenade oder Konzert auf der Wiese zu spielen für Klavier und Streichorchester (2020)

- Lebensbaum für Sopran und Orchester (2014/22)

- Gradus ad Parnassum für Kammerorchester (2022)

### Chorwerke
- Benedictus für Chor (2003)

- Stabat mater für Sopran, Chor und Streichorchester (2007/08)

- Basalt-Messe für Chor und Orgel (2011/12)

- Mache dich auf für Chor, Gemeinde, Schlagwerk und Orgel (2017)

- Ich liebe die Menschen für Chor (2019)

- Horologium für Chor und Orchester (2022)

- Fides manet für Chor (2022)

- Ahorn-Messe für Chor (2024)

### Kammermusik
- Passacaglia für Streichtrio (2002)

- Dreifaltig für Klavier (2011)

- O Emmanuel für Sopran und Orgel (2013)

- Sonatine für Saxofonquartett (2014)

- Streichquartett Nr. 1 Triptychon (2015)

- Auf schmalem Grat für Klarinette und Streichquartett (2018)

- Bildstock für Flöte und Akkordeon (2018/19)

- Ölberg für Fagott und Streichtrio (2019)

- Prolog für Orgel (2022)

- Streichquartett Nr. 2 Kantate (2022)

- Pie Jesu für Sopran, Violine und Orgel (2023)

## Schriften (Auswahl)
- Symbol und Wirklichkeit im Schaffen von Sofia Gubaidulina. Zur Hermeneutik der Sieben Worte für Violoncello, Bajan und Streicher. Passau 2011 (= Inaugural-Dissertation an der Julius-Maximilians-Universität Würzburg 2010)
- Der Figurengarten Karl Reidel in Obergangkofen. In: Passauer Kunst Blätter 45 (1-2010), S. 17–20
- Der Holzschnitt-Zyklus über den Räuber Kneißl von Marlene Reidel. In: Passauer Kunst Blätter 48 (2-2011), S. 12–13
- NiederBayernLieder. Niederbayerische Lieder aus mündlicher und schriftlicher Überlieferung. Ausgewählt, bearbeitet und kommentiert von Philipp Ortmeier in Zusammenarbeit mit Willibald Ernst, Veronika Keglmaier und Maximilian Seefelder, Landshut 2012 (= Materialien zur musikalischen Volkskultur in Niederbayern, Bd. 11)
- Friedrich Brunner. Katalog zur Ausstellung im Domschatz- und Diözesanmuseum (Passau), Passau 2012
- Walter Mauder 1913–1999. Hrsg. von Martin Ortmeier und Philipp Ortmeier, Passau 2014 (= Katalog zur Ausstellung in der Sankt Anna-Kapelle in Passau)
- Über die Zeiten hinweg… Das Concerto grosso bei Georg Muffat und Alfred Schnittke. In: Studien zur Barockmusik im bayerisch-österreichischen Donauraum, hrsg. von Markus Eberhardt, Stuttgart 2015, S. 111–133
- Geistliche Volksmusik im Passauer Raum. Von den Stubenberger Handschriften bis zum Röhrnbacher Weihnachtsspiel. In: Zwischen Säkularisation und Superlativ, hrsg. von Alois Brunner und Markus Eberhardt, Passau 2017, S. 50–63
- Geistliche Lieder aus den Stubenberger Handschriften. Praktische Singausgabe in 3 Bänden, ausgewählt und bearbeitet von Willibald Ernst, Philipp Ortmeier und Maximilian Seefelder, Landshut 2017
- Vom Tanz aus der Reihe. Neue Studien zum Zwiefachen. Hrsg. von Elisabeth Merklein, Philipp Ortmeier und Elmar Walter, München 2018